# Giovanni Matta
Giovanni Matta (Palermo, 10 marzo 1928 – 8 marzo 1983) è stato un politico italiano.

## Biografia
Laureato in giurisprudenza. Avvocato, fu segretario dell'onorevole Salvo Lima.
Nel 1960 fu eletto consigliere comunale DC e fu più volte assessore, al patrimonio, ai lavori pubblici, all'urbanistica del Comune di Palermo.
Avvicinatosi alla corrente di Giovanni Gioia, fu eletto alla Camera dei deputati  per la Democrazia Cristiana nel 1972 nella circoscrizione Sicilia Occidentale; nominato in commissione parlamentare antimafia, fu sostituito nel gennaio 1973, per le contemporanee dimissioni della maggioranza dei componenti.
Fu riconfermato deputato nel 1976 e alle elezioni politiche del 1979. Morì quasi al termine di quella legislatura. Il fratello Salvatore fu presidente del Palermo Calcio.